# Франція на літніх Олімпійських іграх 2012
Франція на літніх Олімпійських іграх  2012 була представлена 330 спортсменами у 24 видах спорту.

## Нагороди
| Медаль | Спортсмен | Вид спорту                       | Дисципліна                                       |
| ------ | --- | -------------------------------- | ------------------------------------------------ |
| Золото | Тоні Естанге | Веслування на байдарках та каное | Чоловіки, слалом, каное-одиночка                 |
| Золото | Люсі Декосс | Дзюдо                            | Жінки, до 70 кг                                  |
| Золото | Аморі Лево Фаб'ян Жіло Клеман Лефер Яннік Аньєль | Плавання                         | Чоловіки, естафета 4 × 100 м вільним стилем      |
| Золото | Камій Мюффа | Плавання                         | Жінки, 400 м вільним стилем                      |
| Золото | Яннік Аньєль | Плавання                         | Чоловіки, 200 м вільним стилем                   |
| Золото | Емілі Фер | Веслування на байдарках та каное | Жінки, слалом К-1                                |
| Золото | Тедді Рінер | Дзюдо                            | Чоловіки, +100 кг                                |
| Золото | Флоран Маноду | Плавання                         | Чоловіки, 50 метрів                              |
| Золото | Жулі Брессе | Велоспорт                        | жінки, гірський велосипед, крос                  |
| Золото | Рено Лавіллені | Легка атлетика                   | стрибки з жердиною, чоловіки                     |
| Золото | Жером Фернандез Дідьє Дінар Ксав'є Бараше Гійом Жиль Бертран Жиль Даніель Нарсісс Гійом Жолі Самюель Онрубія Дауда Карабуе Нікола Карабатич Тьєррі Омеєр Вільям Аккамбре Люк Абало Седрік Сорендо Мікаель Гігу | Гандбол                          | чоловіки                                         |
| Срібло | Аморі Лево Грегорі Малле Клеман Лефер Яннік Аньєль Ален Бернар* Жеремі Страв'юс* | Плавання                         | Чоловіки, естафета 4 × 200 м вільним стилем      |
| Срібло | Селін Гобервіль | Стрільба                         | Жінки, пневматичний пістолет, 10 м               |
| Срібло | Селін Гобервіль | Стрільба                         | Жінки, пневматичний пістолет, 10 м               |
| Срібло | Камій Мюффа | Плавання                         | Жінки, 200 м                                     |
| Срібло | Грегорі Боже Мікаель Д'Алмейда Кевін Сіро | Велоспорт                        | Чоловіки                                         |
| Срібло | Жермен Шарден Доріан Мортелетт | Веслування                       | Чоловіки                                         |
| Срібло | Мікаель Льодра Жо-Вілфрід Тсонга | теніс                            | чоловіки, парний розряд                          |
| Срібло | Жіноча збірна Франції з баскетболу Ізабель Якубу Андене Мієм Клеманс Бек Сандрін Груда Едвідж Лоусон-Вейд Селін Дюмерк Флоранс Лепрон Емілі Гоміс Маріон Лаборд Елоді Годен Еммелін Ндонг Женніфер Дігбе       | баскетбол                        | жінки                                            |
| Бронза | Пріссіла Нєто | Дзюдо                            | Жінки, до 52 кг                                  |
| Бронза | Отон Пав'я | Дзюдо                            | Жінки, до 57 кг                                  |
| Бронза | Юго Легран | Дзюдо                            | Чоловіки, до 73 кг                               |
| Бронза | Жевріз Еман | Дзюдо                            | Жінки, до 63 кг                                  |
| Бронза | Коралі Бальмі Шарлотт Бонне Офелі-Сірієлл Етьєн Камій Мюффа | Плавання                         | Жінки, естафета 4 × 200 м вільним стилем         |
| Бронза | Одрі Тшемео | Дзюдо                            | Жінки, до 78 кг                                  |
| Бронза | Дельфін Рео | Стрільба                         | Жінки                                            |
| Бронза | Жульєн Беннето Рішар Гаске | Теніс                            | Чоловіки, парний розряд                          |
| Бронза | Жонатан Лобер | Вітрильний спорт                 | Чоловіки, клас Фін                               |
| Бронза | Амільтон Сабо | Гімнастика                       | Чоловіки, спортивна гімнастика, паралельні бруси |